# Ковалишин Олександр Григорович
Олександр Григорович Ковалишин (27 травня 1922 , Підлісний Ялтушків, Барський район  — 3 квітня 1991 , Смоленськ ) — радянський сільськогосподарський діяч, депутат Верховної Ради РРФСР.

## Біографія
Олександр Ковалишин народився 27 травня 1922 року на території сучасної Вінницької області України у селі Підлісне, Барського району. Закінчив середню школу.
У 1940 році був призваний на службу в Робітничо-селянську Червону Армію. Брав участь у боях Великої Вітчизняної війни, був тяжко поранений.
У 1946 році Ковалишин закінчив радпартшколу, після чого перебував на партійних посадах. З 1953 року керував гірничопромисловою школою, училищем механізації сільського господарства.
У 1955 році за партійним закликом був направлений у село, став головою колгоспу імені Крупської у Смоленській області. 1960 року керував Слобідською районною сільськогосподарською інспекцією, з 1962 року був заступником начальника Руднянського виробничого управління сільського господарства. Дванадцять років керував колгоспом імені Свердлова у Руднянському районі Смоленської області.
Був обраний депутатом Верховної Ради РРФСР та низки інших виборних органів.
Помер 3 квітня 1991 року, похований на Новому кладовищі Смоленська.

## Нагороди
Був нагороджений орденами Леніна, Вітчизняної війни 1-го ступеня, двома орденами «Знак Пошани» та низкою медалей.